# Christian Anfinsen
Christian Boehmer Anfinsen Jr. (ur. 26 marca 1916 w Monessen, Pensylwania, zm. 14 maja 1995 w Randallstown, Maryland) – biochemik amerykański.
Pracował w National Institutes of Health w Bethesda oraz w Johns Hopkins University. Badania Anfinsena nad rybonukleazami dotyczące powiązań sekwencji aminokwasów i konformacji białka z jego aktywnością biologiczną zostały uhonorowane Nagrodą Nobla w dziedzinie chemii w 1972 roku (wraz z Stanfordem Moore'em i Williamem H. Steinem).
Anfinsen wykazał, że zdenaturowana rybonukleaza może zwinąć się ponownie, zachowując aktywność enzymatyczną, co dało przesłanki do wniosku, że cała informacja potrzebna białku do przyjęcia ostatecznej konformacji zakodowana jest w jego strukturze pierwszorzędowej.